# Georg Samuel Francke
Georg Samuel Francke (* 7. September 1763 in Hörnerkirchen; † 28. März 1840 in Kiel) war ein evangelischer Theologe.

## Leben und Wirken
Georg Samuel Francke war ein Sohn des Pastors Johann Samuel Francke (* 6. Februar 1731 in Calbe; † 9. November 1809 in Neuendorf) und dessen Ehefrau Catharine Elisabeth von Lengerke (* 1. Juni 1741 in Sarau; † 27. Februar 1819 in Kiel), deren Vater Johann von Lengerke (1692–1750) Pastor in Sarau war.
Francke erhielt zunächst Unterricht bei seinem Vater und besuchte danach die Gelehrtenschule des Johanneums in Hamburg. Seine Jugendzeit ist wenig dokumentiert. Bei der Heirat einer Schwester 1779 gab er im Alter von sechzehn Jahren den Druck einer von ihm verfassten Festrede in Auftrag. Ab dem Sommersemester 1781 studierte er Theologie an der Universität Kiel. Darüber hinaus besuchte er Vorlesungen zu Philosophie, Philologie, Geschichte, Mathematik und Naturwissenschaften. Sein bedeutendster Lehrer war Andreas Wilhelm Cramer, unter dessen Führung er das Studium 1784 abschloss.
1784 bekam Francke eine Stelle als Vierter Lehrer der Husumer Stadtschule und war dort jüngste Pädagoge. Trotz seines Alters machte ihn der Stadtmagistrat 1788 zum Leiter der Schule. Als Rektor begleitete er 1791 die Reorganisation der Bildungseinrichtung zu einer Gelehrtenschule. Zu seinen Kollegen gehörte 1798–1802 Georg Friedrich Schumacher, der notierte, dass Francke altväterlich fromm, geselligkeitsscheu, sehr fleißig und gebildet, von der eigenen Bedeutung überzeugt und ehrgeizig gewesen sei. Die Verdienste anderer Personen habe er milde beurteilt. An seinen Unterrichtsmethoden kritisierte Schumacher, dass Francke immer doziert und den Schülern sogar in Prüfungen wenig Raum für eigene Wortbeiträge gegeben habe.
In den 1790er Jahren verfasste Francke erstmals umfangreiche theologische Texte. Für eine 1800 in Altona publizierte Untersuchung über die Geschichte der Praktischen Theologie, mit der er eine Preisfrage der Königlich Dänischen Gesellschaft der Wissenschaften zu Kopenhagen beantwortet hatte, erhielt er eine Goldmedaille. 1805 verlieh ihm die Kopenhagener Akademie einen Preis für einen Beitrag über die Geschichte des Spinozismus. Im selben Jahr kam eine Auszeichnung der Königlichen Akademie der Wissenschaften zu Berlin für eine Studie zur analytischen Methode in der Philosophie hinzu. Die Philosophische Fakultät der Universität Kiel ernannte ihn aufgrund dieser mitunter sehr umfangreichen Werke zum Ehrendoktor. 1806 verließ Francke die Schule in Husum und ging als Pastor nach Sonderburg. 1810 erhielt er einen Ruf der Universität Kiel als ordentlicher Professor für Systematische Theologie. In seinen Vorlesungen behandelte er nicht nur dieses Fach, sondern auch Homiletik und Katechetik. An der Kieler Universität wurde er 1813 an der Theologischen Fakultät zum Doktor der Theologie promoviert und zwei Jahre später Rektor der Universität.

## Werke
Francke schrieb ungewöhnlich viel zur Theologie, Pädagogik und kirchlich-religiösen Themen. Er beschäftigte sich mit einzelnen dogmatischen, aber auch grundsätzlichen konzeptionellen Fragestellungen. Dazu gehörten das Verhältnis von Religion und Ethik, die methodische und inhaltliche Gestaltung der Praktischen Theologie, die Apologetik und Theologische Enzyklopädie. In mehreren Werken behandelte er die Frage, ob die Seele unsterblich sei.
Neben den religiösen Beiträgen schrieb Francke 1787 zu pädagogischen Fragen und behandelte dabei die Didaktik des Mathematikunterrichts an Bürgerschulen. Diese Werke zeigen, dass Francke sehr von Christian Wolff geprägt war. Im Bereich der philosophiegeschichtlichen Forschung verfasste er 1808 die bemerkenswerte Abhandlung Ueber die neuern Schicksale des Spinozismus und seinen Einfluß auf die Philosophie überhaupt und die Vernunfttheologie insbesondere. Diese Schrift ist Rahmen der um 1800 geführten Debatte um Spinoza signifikant. Francke positionierte sich zwischen den extremen Ansichten Friedrich Heinrich Jacobi, der Spinoza als Atheist sah und Personen um Johann Gottfried Herder, die Spinoza rehabilitieren wollten. Francke beschrieb den Philosophen dabei kritischen Pantheisten.

## Theologische Einordnung
In der Theologie zeigte sich Francke als gemäßigter zeitgenössischer Rationalist. Neben seinem Lehrer Cramer folgte er den Positionen Jacob Christoph Rudolph Eckermanns. Francke sah keine Gegensätze zwischen Offenbarung und Vernunft, was er mit allen anderen Theologen der Aufklärung gemein hatte. Aus seiner Sicht müsse der Inhalt offenbarter Wahrheiten immer mit vernunftgeleiteter Einsicht nachzuvollziehen sein. Auf dieser Basis schrieb er 1814 auch den Entwurf einer Apologetik der christlichen Religion, der anlässlich des 300-jährigen Jubiläums der Reformation erschien.
An der Kieler Universität nahm Francke die führende mäßigende Rolle in den Diskussionen um die 95 Thesen von Claus Harms ein. Besonders nennenswert von vielen seiner theologischen Schriften ist sein Grundriß der Vernunfttheologie aus dem Jahr 1824. Darin zeigte er sich optimistisch, dass Differenzen in der theologischen Lehre und auch der konfessionellen Gruppierungen überwunden werden können. Francke nahm an, dass die Bedeutung vernunftbasierter Einschätzungen in Religionsfragen stetig zunehmen werde. Als Resultat ergebe sich ein Ausgleich aller Gegensätze und Differenzen in der Lehre und ein weltweiter Friede in kirchlichen und theologischen Dingen, so der Theologe.

## Familie
Francke heiratete am 7. April 1790 in Hohenwestedt Anna Margrethe Früchtenicht (* 1. April 1764 in Hohenwestedt; † 30. Dezember 1864 in Kiel). Ihr Vater Valentin Früchtenicht (* 19. November 1735 in Elmshorn; † 17. August 1802 in Hohenwestedt) war ein Pastor und verheiratet mit Anna Sophia, geborene von Lengerke (* 12. März 1743 in Sarau; † 18. Mai 1833 in Rendsburg).
Das Ehepaar Francke hatte zwei Töchter und drei Söhne, darunter den Philologen Johann Valentin Francke, den Lehrer und Pastoren Georg Karl Theodor Francke und den Juristen August Wilhelm.
Zu Franckes Enkeln gehörten Alexander Francke und Kuno Francke.